# NGC 3583
NGC 3583 (również PGC 34232 lub UGC 6263) – galaktyka spiralna z poprzeczką (SBb), znajdująca się w gwiazdozbiorze Wielkiej Niedźwiedzicy. Odkrył ją William Herschel 5 lutego 1788 roku.
W galaktyce tej zaobserwowano supernową SN 1975P.